# Shirley Franklin

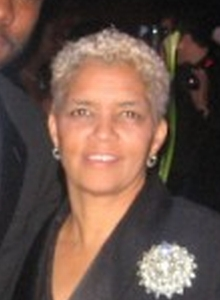
Shirley Franklin (2007)

Shirley Clarke Franklin (* 10. Mai 1945 in Philadelphia, Pennsylvania) ist eine US-amerikanische Politikerin der Demokratischen Partei. Sie war vom 7. Januar 2002 bis zum 3. Januar 2010 die 58. (und erste weibliche) Bürgermeisterin von Atlanta, Georgia.

## Leben
Franklin wurde in Philadelphia geboren. Sie besuchte die Howard University und erreichte dort ihren Abschluss in Soziologie.
Franklin war unter Bürgermeister Maynard Jackson Kommissarin für kulturelle Angelegenheiten. Im Jahr 2001 kandidierte sie für das Bürgermeisteramt. Sie gewann mit 50 Prozent der Stimmen und trat damit die Nachfolge von Bill Campbell an. Am 8. November 2005 wurde sie mit über 90 Prozent der Stimmen wiedergewählt. Bei der nächsten Bürgermeisterwahl durfte Franklin nach zwei Amtszeiten nicht mehr kandidieren und schied somit Anfang Januar 2010 aus dem Amt aus. Ihr Nachfolger wurde ihr Parteikollege Kasim Reed.